# Teracotona subapproximans
Teracotona subapproximans is een vlinder uit de familie spinneruilen (Erebidae), onderfamilie beervlinders (Arctiinae). De wetenschappelijke naam van de soort is voor het eerst geldig gepubliceerd in 1933 door Rothschild.
Deze nachtvlinder komt voor in tropisch Afrika.